# Ectropis phibalapteraria
Ectropis phibalapteraria là một loài bướm đêm trong họ Geometridae.